# Похований живцем (фільм, 1990)
«Похований живцем» (англ. Buried Alive) — американський телевізійний трилер з елементами фільму жахів 1990 року, знятий режисером Френком Дарабонтом. У головних ролях Тім Метісон, Дженніфер Джейсон Лі та Вільям Атертон.

## Синопсис
Джоанна разом зі своїм коханцем отруює свого чоловіка Клінта та швидко організовує похорони. Однак Клінт не помер і, прокинувшись у труні, прокопує собі тунель, щоб помститися.

## У ролях
| Актор                | Роль              |
| -------------------- | ----------------- |
| Тім Метісон          | Клінт Гудман      |
| Дженніфер Джейсон Лі | Джоанна Гудмен    |
| Вільям Атертон       | Кортланд Ван Оуен |
| Хойт Акстон          | шериф Сем Еберлі  |
| Джей Гербер          | Квінтан           |

## Виробництво
Фільм мів робочу назву «Доки смерть не розлучить нас». Бюджет фільму склав 2 000 000 доларів.
Джон Карпентер в аудіокоментарі до фільму «Вампіри» заявив, що Дарабонт (який зіграв епізодичну роль у цьому фільмі) попросив Карпентера зіграти водія вантажівки у «Похованому заживо». Однак Карпентер відхилив пропозицію, тому що хотів зіграти лише персонажа, який когось вбиває, або збирається вбити, або якщо він у ліжку з красивою жінкою.

## Випуск
Прем'єра фільму відбулася 9 травня 1990 року на телеканалі USA Network.
21 березня 1991 року фільм був випущний на VHS в США. У жовтні 2011 року відбувся реліз на DVD.

## Зовнішні посилання
- Похований живцем на сайті IMDb (англ.)